# Dlhá nad Váhom
Dlhá nad Váhom (allemand : Langendorf an der Waag , hongrois : Vághosszúfalu) est un village de Slovaquie situé dans la région de Nitra.

## Histoire
Première mention écrite du village en 1113.

## Démographie

### Évolution de la population
| Année:               | 1994. | 2004.   | 2014.   | 2024.   |
| -------------------- | ----- | ------- | ------- | ------- |
| Nombre de personnes: | 878   | 906     | 864     | 925     |
| Différence:          |       | +3,18 % | -4,63 % | +7,06 % |

| Année:               | 2023. | 2024.   |
| -------------------- | ----- | ------- |
| Nombre de personnes: | 928   | 925     |
| Différence:          |       | -0,32 % |